# سیارک ۳۸۶
سیارک ۳۸۶ (به انگلیسی: 386 Siegena، نامگذاری:1894AY) سیصد و هشتاد و ششمین سیارک کشف شده‌است که در ۱ مارس ۱۸۹۴ و در هایدلبرگ کشف شد.
قدر مطلق سیارک برابر ۷٫۴۳ است.